# Malabsorció
Malabsorció o la síndrome de malabsorció és un trastorn de la digestió causat per la dificultat per assimilar, absorbir, o digerir els nutrients que es troben en els aliments al llarg del tracte gastrointestinal.
La malabsorció pot ser deguda a diferents tipus de malalties i pot implicar a un o a molts nutrients, depenent de la anormalitat que la generi. Generalment està associada a dificultats per absorbir nutrients en l'intestí prim; sovint derivades d'intervencions quirúrgiques (per traumatismes, neoplàsies o patologies intestinals inflamatòries o necrotitzants), d'infeccions del tracte digestiu (com la malaltia de Whipple, la giardiosi, la microsporidiosi per Enterocytozoon bieneusi i Encephalitizoon intestinalis o la criptosporidiosi) o d'efectes adversos d'alguns medicaments (per exemple: colestiramina, tetraciclina o colquicina).
És una de les conseqüències més habituals de la pancreatitis crònica, de l'enteritis regional i de la gastritis atròfica autoimmunitària (aquesta malaltia provoca una aclorhídria que altera la normal absorció del ferro). Es presenta amb freqüència en les amiloïdosis gastrointestinals, independentment de la seva etiologia.
També és una de les possibles complicacions de la cirurgia bariàtrica. En general, totes les actuacions quirúrgiques que comportin una disminució volumètrica/d'extensió superficial important de la mucosa de l'intestí prim i/o de l'intestí gros (menys freqüentment) poden ser causa d'un quadre de malabsorció de tipus divers. Pot ser resultat d'una enteritis actínica secundària a radioteràpia sobre àrees abdominals, pèlviques o rectals. Per regla general, es controla bé i acostuma a desaparèixer amb la remissió de la fase aguda d'aquest tipus d'enteritis, però un 5%-15% dels pacients irradiats desenvolupen un trastorn crònic necessitat de mesures més complexes.
A molts països, la principal causa de malabsorció és l'esprue tropical (una alteració entèrica que es creu deriva de l'exposició reiterada a patògens intestinals presents al sòl). Les limfangiectàsies intestinals (una condició derivada del bloqueig del normal drenatge dels vasos limfàtics de l'intestí) poden provocar fàcilment fenòmens malabsortius greus.
Acostuma a provocar diarrea, gasos, distensió abdominal, pèrdua de pes, malnutrició, anèmia, etc. Les manifestacions sistèmiques poden variar en funció del principal tipus de nutrient deficitari: esteatorrea (excés de greix a la femta per malabsorció de lípids), hipoalbuminèmia i edemes (malabsorció proteica) o alteracions neurològiques (símptomes tardans propis de l'hipocalcèmia i de diferents avitaminosis associades a certs quadres de malabsorció). En els nens petits un símptoma molt evident és un guany de pes insuficient. Els estats perllongats de malabsorció poden ser causa d'una lipofuscinosi intestinal per manca de vitamines liposolubles, com la D. Diversos autors afirmen que la malabsorció de la fructosa és una de les causes desencadenants de la síndrome de l'intestí irritable.

## Classificació
- selectiva, com en la malabsorció primària de la lactosa, un problema sovint present en nens amb alteracions gastrointestinals.[18] La malabsorció congènita de glucosa-galactosa és una rara malaltia hereditària autosòmica recesiva, en la que existeix un defecte en el transportador SLGT1 per mutacions en el gen SLC5A124 que es manifesta amb diarrea greu i deshidratació des dels primers dies de vida.[19] La malabsorció selectiva de la vitamina B₁₂ (síndrome d'Imerslund-Gräsbeck) també és un trastorn autosòmic recessiu que apareix precoçment, que es caracteritza per comportar anèmia megaloblàstica i proteïnúria i que fa necessari un tractament diari amb injeccions de cianocobalamina.[20] Aquesta forma de malabsorció també es presenta en els gossos.[21] Una causa infreqüent de malabsorció dels greixos és la deficiència de colecistocinina,[22] la qual es produeix en casos de síndrome autoimmunitària poliglandular tipus I.[23]
- parcial, com en l'a-beta-lipoproteïnèmia (una malaltia hereditària autosòmica recessiva del metabolisme lipídic, també anomenada síndrome de Bassen-Kornzweig).[24]
- total com en la malaltia celíaca greu.[25] En aquests casos, el quadre de malabsorció es pot associar a una nefrocalcinosi (calcificacions als ronyons) per hiperoxalúria secundària.[26]

## Diagnosi
Els procediments per diagnosticar aquest trastorn —o gamma de trastorns— són múltiples i han d'ajustar-se a l'etiopatogènesi de cada cas i a la seva semiologia. Normalment, cal tot un conjunt de proves i analítiques per aconseguir un diagnòstic de certesa. En funció de la naturalesa de la malabsorció a avaluar, aquestes tècniques es poden dividir en tres grans grups:
- Tests de malabsorció dels greixos: Test de Van de Kamer (determinació quantitativa de greix en femta), tinció de Sudan III,[29] esteatòcrit àcid, test de l'alè amb trioleïna (un tipus de triglicèrid) marcada.
- Tests de malabsorció dels carbohidrats: Test de la d-xilosa sèrica,[30] test d'intolerància a la lactosa (prova de l'hidrogen expirat),[31] corba de glucèmia post sobrecàrrega d'hidrats de carboni.
- Tests de malabsorció de les proteïnes: Quantificació del nitrogen fecal, test de sobrecreixement bacterià, test de la depuració de l'alfa-1-antitripsina, quantificació de la citrul·lina i l'arginina en plasma.
- 75SeHCAT prova per diagnosticar la malabsorció d'àcids biliars en la malaltia ileal.

## Tractament
- Reemplaçar els nutrients.
- Modificació de la dieta.
- Antibiòtics.